# Roque Esteban Scarpa
Roque Esteban Scarpa (Punta Arenas, 26 de março de 1914 — Santiago do Chile, 11 de janeiro de 1995) foi um crítico literário e professor chileno.

## Prêmios
Roque Esteban Scarpa ganhou o Prêmio Nacional de Literatura do Chile em 1980.